# Cuarta Sección, Huitzilan de Serdán
Cuarta Sección är en ort i Mexiko.   Den ligger i kommunen Huitzilan de Serdán och delstaten Puebla, i den sydöstra delen av landet, 160 km öster om huvudstaden Mexico City. Cuarta Sección ligger 1 000 meter över havet och antalet invånare är 682.
Terrängen runt Cuarta Sección är kuperad åt nordost, men åt sydväst är den bergig. Runt Cuarta Sección är det ganska tätbefolkat, med 129 invånare per kvadratkilometer. Närmaste större samhälle är Olintla, 14,3 km norr om Cuarta Sección. I omgivningarna runt Cuarta Sección växer huvudsakligen savannskog.